# Mac DeMarco
Mac DeMarco, właściwie MacBriare Samuel Lanyon DeMarco (wcześniej Vernor Winfield MacBriare Smith IV) (ur. 30 kwietnia 1990 w Duncan) – kanadyjski piosenkarz, autor tekstów, producent i multiinstrumentalista.

## Wybrana dyskografia
Albumy
| Tytuł                 | Dane dot. albumu                                                                  | Pozycja na liście | Pozycja na liście |
| Tytuł                 | Dane dot. albumu                                                                  | USA               | UK                |
| --------------------- | --------------------------------------------------------------------------------- | ----------------- | ----------------- |
| 2                     | - Data: 16 października 2012 - Wydawca: Captured Tracks                           | –                 | –                 |
| Salad Days            | - Data: 1 kwietnia 2014 - Wydawca: Captured Tracks                                | 30                | 90                |
| This Old Dog          | - Data: 5 maja 2017 - Wydawca: Captured Tracks, Royal Mountain Records            | 6                 | 21                |
| Here Comes The Cowboy | - Data wydania: 10 maja 2019 - Wydawca: Mac's Record Label, Caroline Distribution |                   |                   |
| Five Easy Hot Dogs    | - Data wydania: 5 stycznia 2023 - Wydawca: Mac's Record Label                     |                   |                   |
| One Wayne G           | - Data wydania: 21 kwietnia 2023 - Wydawca: Mac's Record Label                    |                   |                   |

Minialbumy
| Rock and Roll Night Club    | - Data: 27 marca 2012 - Wydawca: Captured Tracks   | –  | –  |
| Another One                 | - Data: 7 sierpnia 2015 - Wydawca: Captured Tracks | 25 | 11 |
| „–” album nie był notowany. |                                                    |    |    |